# Lijst van kiesdistricten voor de London Assembly

Een genummerd overzicht van de kiesdistricten.

Dit is een lijst van de kiesdistricten voor de London Assembly, die bestaat uit vijfentwintig leden. Voor de verkiezingen wordt Groot-Londen door de Local Government Boundary Commission for England verdeeld in veertien regio's. Per kiesdistrict wordt één lid verkozen. De overige elf leden van de assemblee worden volgens de methode-D'Hondt verkozen.
| District | District               | Boroughs                                                      | Electoraat (in 1998) |
| -------- | ---------------------- | ------------------------------------------------------------- | -------------------- |
| 1        | Barnet and Camden      | Barnet en Camden                                              | 363.027              |
| 2        | Bexley and Bromley     | Bexley en Bromley                                             | 394.106              |
| 3        | Brent and Harrow       | Brent en Harrow                                               | 326.254              |
| 4        | City and East          | Barking en Dagenham, City of London, Newham en Tower Hamlets  | 390.500              |
| 5        | Croydon and Sutton     | Croydon en Sutton                                             | 358.131              |
| 6        | Ealing and Hillingdon  | Ealing en Hillingdon                                          | 389.339              |
| 7        | Enfield and Haringey   | Enfield en Haringey                                           | 348.335              |
| 8        | Greenwich and Lewisham | Royal Borough of Greenwich en Lewisham                        | 328.656              |
| 9        | Havering and Redbridge | Havering en Redbridge                                         | 355.131              |
| 10       | Lambeth and Southwark  | Lambeth en Southwark                                          | 331.181              |
| 11       | Merton and Wandsworth  | Merton en Wandsworth                                          | 358.131              |
| 12       | North East             | Hackney, Islington en Waltham Forest                          | 392.722              |
| 13       | South West             | Hounslow, Kingston en Richmond                                | 344.001              |
| 14       | West Central           | Hammersmith and Fulham, Kensington and Chelsea en Westminster | 340.000              |